# Вудвей (Вашингтон)
Вудвей (англ. Woodway) — місто (англ. city) в США, в окрузі Сногоміш штату Вашингтон. Населення — 1318 осіб (2020).

## Географія
Вудвей розташований за координатами 47°47′42″ пн. ш. 122°23′30″ зх. д. / 47.79500° пн. ш. 122.39167° зх. д. (47.795034, -122.391747).  За даними Бюро перепису населення США в 2010 році місто мало площу 10,09 км², з яких 2,87 км² — суходіл та 7,22 км² — водойми.

## Демографія
Згідно з переписом 2010 року, у місті мешкало 1307 осіб у 448 домогосподарствах у складі 373 родин. Густота населення становила 130 осіб/км².  Було 466 помешкань (46/км²).
Расовий склад населення:
| - 87,5 % — білих - 7,8 % — азіатів - 0,8 % — корінних американців - 0,6 % — чорних або афроамериканців |

До двох чи більше рас належало 2,7 %. Частка іспаномовних становила 2,7 % від усіх жителів.
За віковим діапазоном населення розподілялося таким чином: 28,3 % — особи молодші 18 років, 57,3 % — особи у віці 18—64 років, 14,4 % — особи у віці 65 років та старші. Медіана віку мешканця становила 45,8 року. На 100 осіб жіночої статі у місті припадало 96,8 чоловіків;  на 100 жінок у віці від 18 років та старших — 93,2 чоловіків також старших 18 років.
Середній дохід на одне домашнє господарство  становив 218 926 доларів США (медіана — 148 333), а середній дохід на одну сім'ю — 246 474 долари (медіана — 181 458). За межею бідності перебувало 2,5 % осіб, у тому числі 0,6 % дітей у віці до 18 років та 4,8 % осіб у віці 65 років та старших.
Цивільне працевлаштоване населення становило 609 осіб. Основні галузі зайнятості: освіта, охорона здоров'я та соціальна допомога — 27,4 %, науковці, спеціалісти, менеджери — 15,9 %, фінанси, страхування та нерухомість — 12,5 %.